# سیمسونیا، کنتاکی
سیمسونیا (به انگلیسی: Symsonia) یک منطقهٔ مسکونی در ایالات متحده آمریکا است که در شهرستان گریوس، کنتاکی واقع شده‌است. سیمسونیا ۳٫۹۶ کیلومتر مربع مساحت و ۶۱۵ نفر جمعیت دارد و ۱۲۴٫۹۷ متر بالاتر از سطح دریا واقع شده‌است.